# Dębina (Wiatowice)
Dębina – część wsi Wiatowice w Polsce położona w województwie małopolskim, w powiecie wielickim, w gminie Gdów.
W latach 1975–1998 Dębina administracyjnie należała do województwa krakowskiego.